# Grey (condado)
O Condado de Grey é uma subdivisão administrativa da província canadense de Ontário. Sua capital é Owen Sound.

Grey é um condado da Canadense (província) de Ontário. A sede do condado é em Owen Sound. Está localizado na sub-região de Sul de Ontário nomeado Sudoeste de Ontário.  O condado de Grey também faz parte do Triângulo da Geórgia. Na época do Censo do Canadá de 2016, a população do condado era 93 830.

## História
O primeiro assentamento europeu estava na proximidade de Collingwood ou Meaford. Partidas exploradoras chegaram de York em 1825 viajando de Holland Landing e abaixo do rio Holland no Lago Simcoe e baía de Shanty. De lá, eles viajaram por terra para o rio Nottawasaga em Baía Georgiana e ao longo da costa densamente arborizada.
Em 1837, a aldeia de Sydenham foi pesquisada por Charles Rankin, P.L.S. Em 1856 foi incorporado como a vila de Owen Sound com uma população estimada de 2.000.
Grey Condado foi criado em 1852 e nomeado em homenagem ao pai do Secretário Colonial britânico, Charles Grey, 2nd Earl Grey, que foi primeiro ministro do Reino Unido de 1830-1834. Em 1861-1862, as primeiras estradas de cascalho foram construídas em Owen Sound a um custo de $300.000. As quatro estradas de cascalho foram The Road Garafraxa correndo de Fergus para Owen Sound (agora Highway 6); a estrada de Durham que conduz a leste e a oeste da aldeia de Durham (agora County Road 4); a Lake Shore Road de Collingwood a Owen Sound (agora Highway 26) e a Toronto e Sydenham Road que levam de Toronto a Owen Sound (agora Highway 10). Antes da construção de estradas, muitas vezes, levou dois dias para ir até Owen Sound.
Em 1º de janeiro de 2001, o Condado de Gray sofreu uma grande reorganização. A maioria das vilas, aldeias e townships foram amalgamados, reduzindo o número de municipalidades de 26 para 9. Somente Owen Sound e Hanover não foram afetados.

## Municipalidades locais
- Township de Chatsworth
- Township de Georgian Bluffs
- Municipalidade de Grey Highlands
- A Vila de Hanover
- Municipalidade de Meaford
- A Cidade de Owen Sound
- Township de Southgate
- A Vila de The Blue Mountains
- Municipalidade de West Grey

## Demografia
Grey County compreende um Estatísticas do Canadá Divisão de recenseamento.
Grey County